# 대한민국 형사소송법 제84조
대한민국 형사소송법 제84조는 고등검찰청검사장 또는 지방검찰청검사장에 대한 수사촉탁에 대한 형사소송법의 조문이다.

## 조문
제84조(고등검찰청검사장 또는 지방검찰청검사장에 대한 수사촉탁) 피고인의 현재지가 분명하지 아니한 때에는 재판장은 고등검찰청검사장 또는 지방검찰청검사장에게 그 수사와 구속영장의 집행을 촉탁할 수 있다.  <개정 2004.1.20.>[제목개정 2004.1.20.]

第84條(고등검찰청검사장 또는 지방검찰청검사장에 對한 搜査囑託) 被告人의 現在地가 分明하지 아니한 때에는 裁判長은 고등검찰청검사장 또는 지방검찰청검사장에게 그 搜査와 拘束令狀의 執行을 囑託할 수 있다.  <개정 2004.1.20.>
[제목개정 2004.1.20.]

## 참고 문헌
- 손동권 신이철, 새로운 형사소송법(초판, 2013), 세창, 2013. ISBN 9788984114081